# Polybotrya semipinnata
Polybotrya semipinnata là một loài thực vật có mạch trong họ Dryopteridaceae. Loài này được Fée miêu tả khoa học đầu tiên năm 1869.